# Episodi di Greenhouse Academy (quarta stagione)
La quarta stagione della serie televisiva Greenhouse Academy è stata interamente pubblicata su Netflix il 20 marzo 2020.
| n° | Titolo originale         | Titolo italiano                   | Pubblicazione originale | Pubblicazione Italia |
| -- | ------------------------ | --------------------------------- | ----------------------- | -------------------- |
| 1  | Rock by Rock             | Sasso dopo sasso                  | 20 marzo 2020           | 20 marzo 2020        |
| 2  | The Quick One            | Quello veloce                     | 20 marzo 2020           | 20 marzo 2020        |
| 3  | A Not Totally Bad Person | Una persona non del tutto cattiva | 20 marzo 2020           | 20 marzo 2020        |
| 4  | Gummy Bears              | Gelatine                          | 20 marzo 2020           | 20 marzo 2020        |
| 5  | Cortinarius Orellanus    | Cortinarius orellanus             | 20 marzo 2020           | 20 marzo 2020        |
| 6  | Hundred Percent          | Cento per cento                   | 20 marzo 2020           | 20 marzo 2020        |
| 7  | Room 205                 | Stanza 205                        | 20 marzo 2020           | 20 marzo 2020        |
| 8  | The Client               | Il cliente                        | 20 marzo 2020           | 20 marzo 2020        |